# Білоярка (Аршалинський район)
Білоя́рка (каз. Белоярка) — село у складі Аршалинського району Акмолинської області Казахстану. Входить до складу Константиновського сільського округу.
Населення — 296 осіб (2021; 411 у 2009, 654 1999, 796 у 1989).
Національний склад станом на 1989 рік:
- росіяни — 60 %.